# Heinrich Heydemann
Heinrich Heydemann (Greifswald, 28 agosto 1842 – Halle, 10 ottobre 1889) è stato un archeologo e filologo tedesco, noto per i suoi studi sui vasi greci e romani.

## Biografia
Studiò filologia classica e archeologia presso le università di Tubinga, Bonn, Greifswald e Berlino, ricevendo il dottorato di archeologia nel 1865. Mentre era studente, le sue influenze furono il filologo Conrad Bursian, lo storico dell'arte Anton Springer e l'archeologo Eduard Gerhard. Dopo la laurea, trascorse diversi anni in Grecia e in Italia, dedicandosi principalmente allo studio di antichi vasi. Nel 1869 ottenne la sua abilitazione per l'archeologia presso l'Università di Berlino, e nel 1873 diventò assistente direttore presso l'Antiquarium del Museo Reale di Berlino.
Nel 1874 fu nominato professore associato di archeologia presso l'Università di Halle, in seguito, nel 1882 conseguì la cattedra completa. Inoltre, fu l'editore della pubblicazione Archäologischen Zeitung.

## Opere
- Humoristische vasenbilder aus Unteritalien, 1870.
- Griechische Vasenbilder, 1870.
- Die antiken Marmor-Bildwerke, 1874.
- Die Knöchelspielerin im Palazzo Colonna zu Rom, 1877.
- Mittheilungen aus den antikensammlungen in Ober- und Mittelitalien, 1879.
- Gigantomachie auf einer Vase aus Altamura, 1880.
- Terracotten aus dem Museo Nazionale zu Neapel, 1882.
- Alexander der Grosse und Dareios kodomannos auf unteritalischen Vasenbildern, 1883.
- Vase Caputi mit Theaterdarstellungen, 1884.[4]
- Dionysos' Geburt und Kindheit, 1885.[5]